# Metaphalangium monticola
Metaphalangium monticola is een hooiwagen uit de familie echte hooiwagens (Phalangiidae).